# Tauró de puntes blanques
El tauró de puntes blanques (Triaenodon obesus) és una espècie de peix cartilaginós carcariniforme de la família dels carcarínids, llarg i esvelt, que es reconeix per presentar puntes blanques a l'extrem de les aletes pectorals, dorsal i caudal. Pot arribar a viure uns 25 anys.

## Identificació
Puntes blanques i marges enfiladissos de dorsal, pectoral, i aletes caudals (i a un menor grau totes les altres aletes). Cos robust. Cos superior gris blavós. Part inferior blanca. Se situen dels 4 a 80 metres de profunditat pero se n'han observat uns pocs a profunditats de fins a 330 metres.

## Mida
Màxima llargada 2 metres.

## Comportament
Territorial. Vist individualment, per parelles, i en congregacions petites. L'escull de creuers mira normalment amb l'aigua al coll. Menjars en benthic, escull, i peixos pelagic com scorpionfishes, parrotfishes, tonyina, i taurons petits.

## Reproducció
Vivípar. Normalment neixen cinc taurons. El període de gestació és de cinc mesos. La mida del tauró en néixer és d'aproximadament de 55 centímetres
Activitat agressiva a l'hora d'aparellar-se. Les famelles s'han observat amb mossegades a les aletres.

## Reacció a bussejadors
Moviments normalment tímids llevat que en una situació difícil. És un tauró pràcticament inofensiu per a l'home.

## Destinacions de submarinisme
Molts viatges organitzats a Phuket, Tailàndia, als Bancs de Burma, famosos especialment el Silvertip Bank on Silvertips es troben regularment durant les pràctiques de feeeding. Altres destinacions de submarinisme amb sightings freqüents: Illes Socorro Baja Califòrnia, Illa del Coco, Papua Nova Guinea, Austràlia Oriental i Occidental, Polinèsia Francesa, i Micronèsia.

## Curiositats
- El tauró té moltes dents i de molt servei, per això quan se li trenca una, se li regenera ràpidament.
- Té una força 300 vegades més que dels homes.